# Ausktribosphenidae
De Ausktribosphenidae zijn een familie van uitgestorven australosphenide zoogdieren uit het Vroeg-Krijt van Australië en het Midden-Krijt van Zuid-Amerika.

## Naamgeving
De Ausktribosphenidae zijn in 1997 benoemd door Thomas Rich, zonder definitie.

## Classificatie en taxonomie
De Ausktribosphenidae zijn nauw verwant aan Monotremata en daarom vormen deze twee groepen de yinotherische clade Australosphenida. De Ausktribosphenidae omvatten de twee soorten Ausktribosphenos nyktos en Bishops whitmorei, die beide alleen bekend zijn van schedel- en kaakfragmenten.

## Morfologie
Net als andere Australosphenida hebben ausktribospheniden tribosphenische kiezen, dus met drie knobbels die een vermalend bekken begrenzen.

## Verspreiding
Aangezien de Ausktribosphenidae zijn gevonden in afzettingen uit het Vroeg-Krijt van Australië, heeft hun voorkomen gevolgen voor de kennis van de vroege monotreme paleobiogeografie, omdat Australië alleen verbonden was met Antarctica, en placentadieren hun oorsprong vonden op het noordelijk halfrond en er zich toe beperkten totdat continentale drift landverbindingen vormde van Noord- tot Zuid-Amerika, van Azië tot Afrika en van Azië tot India. De laat-Krijtkaart laat zien hoe de zuidelijke continenten van elkaar zijn gescheiden. Echter, de cladistische analyse van Cifelliodon vind Fruitafossor als een monotreem familielid, wat suggereert dat de Yinotheria kunnen zijn ontstaan op het noordelijk halfrond.